# Primera División de Chile 1985
El Campeonato Nacional de Primera División de 1985 fue el torneo disputado en la 53.ª temporada de la máxima categoría del fútbol profesional chileno.
El torneo consistió en un campeonato a dos ruedas con un sistema de todos contra todos. Contó con la participación de 20 equipos, entre los que finalmente se consagró campeón Cobreloa, institución que obtuvo el tercer campeonato de su historia. 
En la parte baja de la tabla de posiciones, descendieron a Segunda División Deportes Arica y O'Higgins. Posteriormente, por una reducción de equipos en Primera División, fue descendido Unión La Calera junto con Trasandino de Los Andes tras finalizar su participación en la Torneo de Apertura 1986.

## Equipos por región
| Región               | N.º | Equipos |
| -------------------- | --- | --- |
| Región Metropolitana | 7   | Audax Italiano, Colo-Colo, Magallanes, Palestino, Unión Española, Universidad Católica y Universidad de Chile |
| Valparaíso           | 4   | Everton, San Luis, Unión La Calera, y Unión San Felipe                                                        |
| Biobío               | 3   | Deportes Concepción, Huachipato y Naval                                                                       |
| Tarapacá             | 2   | Deportes Arica y Deportes Iquique                                                                             |
| Antofagasta          | 1   | Cobreloa |
| Atacama              | 1   | Cobresal |
| O'Higgins            | 1   | O'Higgins |
| Maule                | 1   | Rangers |

## Tabla final
| Pos | Equipo               | PJ | PG | PE | PP | GF | GC | Dif | Pts |
| --- | -------------------- | -- | -- | -- | -- | -- | -- | --- | --- |
| 1   | Cobreloa             | 38 | 21 | 10 | 7  | 65 | 24 | 41  | 52  |
| 2   | Everton              | 38 | 19 | 12 | 7  | 43 | 33 | 10  | 50  |
| 3   | Colo-Colo            | 38 | 19 | 11 | 8  | 58 | 35 | 23  | 49  |
| 4   | Unión Española       | 38 | 18 | 12 | 8  | 56 | 39 | 17  | 48  |
| 5   | Cobresal             | 38 | 18 | 10 | 10 | 66 | 40 | 26  | 46  |
| 6   | Universidad Católica | 38 | 17 | 11 | 10 | 59 | 49 | 10  | 45  |
| 7   | Palestino            | 38 | 14 | 12 | 12 | 66 | 56 | 10  | 40  |
| 8   | Rangers              | 38 | 14 | 12 | 12 | 45 | 41 | 4   | 40  |
| 9   | Universidad de Chile | 38 | 15 | 9  | 14 | 55 | 55 | 0   | 39  |
| 10  | Magallanes           | 38 | 15 | 9  | 14 | 53 | 58 | -5  | 39  |
| 11  | Naval                | 38 | 12 | 14 | 12 | 51 | 48 | 3   | 38  |
| 12  | Huachipato           | 38 | 12 | 12 | 14 | 33 | 45 | -12 | 36  |
| 13  | Unión La Calera      | 38 | 11 | 13 | 14 | 55 | 57 | -2  | 35  |
| 14  | Audax Italiano       | 38 | 12 | 10 | 16 | 37 | 44 | -7  | 34  |
| 15  | Deportes Iquique     | 38 | 9  | 14 | 15 | 39 | 50 | -11 | 32  |
| 16  | Deportes Concepción  | 38 | 10 | 11 | 17 | 34 | 59 | -25 | 31  |
| 17  | Unión San Felipe     | 38 | 8  | 14 | 16 | 30 | 49 | -19 | 30  |
| 18  | San Luis             | 38 | 8  | 12 | 18 | 30 | 48 | -18 | 28  |
| 19  | Deportes Arica       | 38 | 7  | 13 | 18 | 40 | 58 | -18 | 27  |
| 20  | O'Higgins            | 38 | 5  | 11 | 22 | 40 | 67 | -27 | 21  |

PJ=Partidos jugados; PG=Partidos ganados; PE=Partidos empatados; PP=Partidos perdidos; GF=Goles a favor; GC=Goles en contra; Dif=Diferencia de gol; Pts=Puntos
|  | Campeón                                  |
|  | Clasifica a la Liguilla Pre-Libertadores |
|  | Desciende a Segunda División             |

## Campeón
|                    |
| Cobreloa 3º Título |

## Liguilla Pre-Libertadores
| Pos | Equipo               | PJ | PG | PE | PP | GF | GC | Dif | Pts |
| --- | -------------------- | -- | -- | -- | -- | -- | -- | --- | --- |
| 1   | Universidad Católica | 3  | 2  | 1  | 0  | 5  | 3  | 2   | 5   |
| 2   | Rangers              | 3  | 2  | 0  | 1  | 5  | 3  | 2   | 4   |
| 3   | Everton              | 3  | 1  | 1  | 1  | 5  | 4  | 1   | 3   |
| 4   | Unión Española       | 3  | 0  | 0  | 3  | 2  | 7  | -5  | 0   |

PJ=Partidos jugados; PG=Partidos ganados; PE=Partidos empatados; PP=Partidos perdidos; GF=Goles a favor; GC=Goles en contra; Dif=Diferencia de gol; Pts=Puntos
|  | Clasifica a la Copa Libertadores 1986 |

### Clasificación a la Copa Libertadores 1986
Debido al desajuste provocado por la extensión del Campeonato de Primera División de 1983 (finalizó en abril de 1984), se determinó que el campeón y subcampeón del Torneo Oficial de 1984 (que no tuvieron la posibilidad de asistir a la Copa Libertadores 1985) y el campeón del Torneo Oficial de 1985 se enfrentaran para definir los equipos clasificados a la Copa Libertadores 1986. Como Universidad Católica se adjudicó tanto el Torneo Oficial de 1984 como la Liguilla Pre-Libertadores 1985, se clasificó directamente, quedando excluido de esta definición. 
Resultados
| 18 de enero de 1986 | Cobreloa | 0:0 (0:0) | Cobresal | Estadio Municipal de Calama, Calama                             |  |
|                     |          |           |          | Asistencia: 7.279 espectadores Árbitro(s): Victor Ojeda (Chile) |  |

| 22 de enero de 1986 | Cobresal                                       | 2:0 (2:0) | Cobreloa | Estadio El Cobre, El Salvador                                 |                                                               |
|                     | Gilberto Reyes 20' (pen.) · Rubén Martínez 39' |           |          | Asistencia: 7.844 espectadores Árbitro(s): Mario Lira (Chile) | Asistencia: 7.844 espectadores Árbitro(s): Mario Lira (Chile) |

## Goleadores
| Jugador              | Equipo               | Goles |
| -------------------- | -------------------- | ----- |
| Ivo Basay            | Magallanes           | 19    |
| Oscar Fabbiani       | Palestino            | 18    |
| Mariano Puyol        | Universidad de Chile | 17    |
| Nelson Pedetti       | Cobresal             | 15    |
| Pedro Pablo Díaz     | Everton              | 15    |
| Ricardo Flores       | Naval                | 15    |
| Alfredo Nuñez        | Palestino            | 15    |
| Rubén Martínez       | Cobresal             | 14    |
| Héctor Román         | Unión La Calera      | 14    |
| Juan Covarrubias     | Cobreloa             | 13    |
| Juvenal Vargas       | Universidad Católica | 13    |
| Ramón Pérez          | Unión Española       | 13    |
| Juan Carlos Letelier | Cobreloa             | 12    |
| Óscar Arriaza        | Cobreloa             | 12    |
| Aníbal González      | O'Higgins            | 12    |
| Ned Barbosa          | Deportes Concepción  | 11    |
| Luis Valenzuela      | Unión La Calera      | 11    |
| Sergio Salgado       | Cobresal             | 10    |
| Leonidas Burgos      | O'Higgins            | 10    |
| Ángel Bustos         | Unión La Calera      | 10    |

### Hat-Tricks & Pókers
Aquí se encuentra la lista de hat-tricks y póker de goles (en general, tres o más goles marcados por un jugador en un mismo encuentro) conseguidos en la temporada.
| Fecha                   | Jugador              | Goles | Partido                                 |
| ----------------------- | -------------------- | ----- | --------------------------------------- |
| 2 de junio de 1985      | Severino Vasconcelos | 3     | Colo-Colo vs. Deportes Arica            |
| 26 de junio de 1985     | Ivo Basay            | 4     | Magallanes vs. O'Higgins                |
| 26 de junio de 1985     | Mariano Puyol        | 3     | Deportes Arica vs. Universidad de Chile |
| 7 de julio de 1985      | Jorge Muñoz          | 3     | Huachipato vs. Deportes Iquique         |
| 7 de julio de 1985      | Jorge Muñoz          | 3     | Huachipato vs. Deportes Iquique         |
| 14 de julio de 1985     | Pedro Pablo Díaz     | 3     | Everton vs. Unión San Felipe            |
| 4 de agosto de 1985     | Héctor Román         | 4     | Magallanes vs. Unión La Calera          |
| 15 de agosto de 1985    | Rubén Martínez       | 3     | Cobresal vs. Universidad Católica       |
| 25 de agosto de 1985    | Nelson Pedetti       | 3     | Cobresal vs. Unión La Calera            |
| 6 de octubre de 1985    | Héctor Francino      | 3     | Deportes Iquique vs. Unión La Calera    |
| 3 de noviembre de 1985  | Juan Covarrubias     | 3     | Cobreloa vs. Deportes Iquique           |
| 17 de noviembre de 1985 | Óscar Fabbiani       | 3     | Palestino vs. Audax Italiano            |
| 4 de diciembre de 1985  | Mariano Puyol        | 3     | Universidad de Chile vs. Cobresal       |
| 15 de diciembre de 1985 | Julio Osorio         | 3     | Palestino vs. Deportes Arica            |
| 22 de diciembre de 1985 | Ivo Basay            | 4     | Magallanes vs. Rangers                  |
| 4 de enero de 1986      | Ivo Basay            | 3     | Magallanes vs. Huachipato               |